# Nový Telečkov
Nový Telečkov là một làng thuộc huyện Třebíč, vùng Vysočina, Cộng hòa Séc.